# Karang Agung (Semaka)
Karang Agung is een bestuurslaag in het regentschap Tanggamus van de provincie Lampung, Indonesië. Karang Agung telt 1199 inwoners (volkstelling 2010).